# Kardinalska imenovanja pape Inocenta X.
Papa Inocent X. za vrijeme svoga pontifikata (1644. – 1655.) održao je 8 konzistorija na kojima je imenovao ukupno 40 kardinala.

## Konzistorij 14. studenoga 1644. (I.)
1. Camillo Francesco Maria Pamphilj, nećak Njegove Svetosti[a]
2. Giancarlo de' Medici, brat toskanskoga velikog vojvode
3. Domenico Cecchini, saslušatelj Svete Rimske rote and bilježnik Njegove Svetosti[b]
4. Francesco Maria Farnese, brat vojvode od Parme i Piacenze[c]

## Konzistorij 6. ožujka 1645. (II.)
1. Niccolo Albergati-Ludovisi, bolonjski nadbiskup
2. Tiberio Cenci, jesijski biskup
3. Pier Luigi Carafa, stariji, biskup Tricarica
4. Orazio Giustiniani, Orat., biskup Nocere
5. Federico Sforza, apostolski protonotar
6. Alderano Cibo, referent Sudišta Apostolske signature pravde i milosti
7. Benedetto Odescalchi, klerik Apostolske komore[d]

## Konzistorij 28. svibnja 1646. (III.)
1. Jan Kazimierz Waza, S.J.[e]

## Konzistorij 7. listopada 1647. (IV.)
1. Fabrizio Savelli, nadbiskup Salerna
2. Michel Mazarin, O.P., nadbiskup Aixa, Francuska
3. Francesco Cherubini, kućni prelat i saslušatelj Njegove Svetosti
4. Cristoforo Vidman, saslušatelj Apostolske komore
5. Lorenzo Raggi, glavni blagajnik
6. Francesco Maidalchini
7. Antonio de Aragón, član Vijeća viteških redova, kraljevski savjetnik Filipa IV., član Vrhovnoga vijeća Sudišta Španjolske inkvizicije[f]

## Konzistorij 19. rujna 1650. (V.)
1. Camillo Astalli-Pamphilj, klerik Apostolske komore

## Konzistorij 19. veljače 1652. (VI.)
1. Jean-François-Paul de Gondi de Retz, korintski naslovni nadbiskup, pariški nadbiskup koadjutor, Francuska
2. Domingo Pimentel Zúniga, O.P., seviljski nadbiskup, Španjolska
3. Fabio Chigi, nardski biskup[g]
4. Giovanni Girolamo Lomellini, glavni blagajnik Njegove Svetosti
5. Luigi Omodei, apostolski protonotar, dekan Apostolske komore
6. Pietro Vito Ottoboni, saslušatelj Svete Rimske rote[h]
7. Giacomo Corradi, saslušatelj Svete Rimske rote
8. Marcello Santacroce, referent Sudišta Apostolske signature pravde i milosti
9. Baccio Aldobrandini, tajni komornik Njegove Svetosti
10. Friedrich von Hessen-Darmstadt, veliki prior Reda sv. Ivana Jeruzalemskoga u Njemačkoj
11. Lorenzo Imperiali, klerik Apostolske komore, rimski guverner i vice-kamerlengo Svete Rimske Crkve[i]
12. Giberto Borromeo, referent Sudišta Apostolske signature pravde i milosti[i]

## Konzistorij 23. lipnja 1653. (VII.)
1. Carlo Barberini, rimski prefekt

## Konzistorij 2. ožujka 1654. (VIII.)
1. Giambattista Spada, carigradski naslovni patrijarh
2. Prospero Caffarelli, glavni saslušatelj Apostolske komore
3. Francesco Albizzi, referent Sudišta Apostolske signature pravde i milosti i prisjednik Vrhovne svete kongregacije rimske i opće inkvizicije
4. Ottavio Acquaviva d'Aragona, mlađi, referent Sudišta Apostolske signature pravde i milosti
5. Carlo Pio, iuniore, glavni blagajnik Njegove Svetosti
6. Carlo Gualterio, referent Sudišta Apostolske signature pravde i milosti i zagovornik siromašnih
7. Decio Azzolini, iuniore, tajnik Pisama kneževima i tajnik Svetog kardinalskog zbora